# Justin Holiday
Pour les articles homonymes, voir Holiday.
Justin Holiday, né le 5 avril 1989 à Mission Hills en Californie, est un joueur américain de basket-ball. Il évolue aux postes d'arrière et d'ailier.

## Biographie

### Okapi Aalstar (2011-2012)
Holiday n'est pas drafté en 2011. En août 2011, il signe en Belgique à l'Okapi Aalstar pour la saison 2011-2012. Il est titulaire dans l'équipe belge aux côtes du futur joueur NBA Chris Copeland. Il remporte la coupe de Belgique.

### Stampede de l'Idaho/76ers de Philadelphie (2012-2013)
En juillet 2012, Holiday participe à la NBA Summer League 2012 avec les Cavaliers de Cleveland. Le 1er octobre, il signe avec les Cavaliers, mais n'est pas conservé. Douze jours plus tard, il est recruté par les Trail Blazers de Portland. Mais ils le libèrent le 27 octobre. En novembre, il est sélectionné par le Stampede de l'Idaho en D-League.
Le 1er avril 2013, Holiday signe avec les 76ers de Philadelphie. Il est nommé dans le troisième meilleur cinq majeur de la D-League et dans le deuxième meilleur cinq majeur défensif.
En juillet 2013, il participe à la NBA Summer League 2013 avec les 76ers de Philadelphie. Le 14 août 2013, il est coupé par les 76ers. Le 30 septembre 2013, il signe avec le Jazz de l'Utah. Cependant, il est libéré par le Jazz le 26 octobre 2013.

### Szolnoki Olaj (2013-2014)
Le 21 novembre 2013, il signe en Hongrie au Szolnoki Olaj pour le reste de la saison 2013-2014. Il remporte la coupe et le championnat de Hongrie.
Le 26 février 2014, le Stampede de l'Idaho transfère ses droits de joueur aux Warriors de Santa Cruz.

### Warriors de Golden State (2014-2015)
En juillet 2014, Holiday participe à la NBA Summer League 2014 avec les Warriors de Golden State. Le 8 septembre 2014, il signe avec les Warriors. Le 25 octobre 2014, il est conservé parmi les 15 joueurs de l'effectif des Warriors pour entamer la saison 2014-15. Le 14 novembre 2014, il est envoyé chez les Warriors de Santa Cruz en D-League. Le lendemain, il est rappelé dans l'effectif. Le 13 mars 2015, il réalise son record de points en carrière en marquant 23 points lors de la défaite des siens contre les Nuggets de Denver. Holiday remporte le titre de champion NBA avec les Warriors après avoir battu les Cavaliers de Cleveland en six matches. En 59 matches avec Golden State en 2014-15, il a des moyennes de 4,3 points et 1,2 rebond par match.

### Hawks d'Atlanta (2015-2016)
Le 9 juillet 2015, il signe aux Hawks d'Atlanta. Le 29 octobre, il fait ses débuts avec les Hawks lors de la victoire 112 à 101 contre les Knicks de New York et termine le match avec deux points en treize minutes de jeu en étant remplaçant.

### Bulls de Chicago (2016)
Le 18 février 2016, Holiday est transféré aux Bulls de Chicago dans un transfert en triangle avec les Hawks d'Atlanta et le Jazz de l'Utah. Le 11 mars 2016, il est titulaire pour la première fois avec les Bulls et pour la sixième fois de sa carrière en raison de la blessure de Derrick Rose. En 38 minutes de jeu, il réalise son meilleur match de la saison avec 14 points, 4 rebonds, 1 passe décisive, 2 interceptions et 2 contres lors de la défaite 118 à 96 chez le Heat de Miami. Le 13 avril 2016, lors du dernier match de la saison des Bulls, Holiday réalise son meilleur match de la saison en marquant 29 points dans la victoire 115 à 105 contre les 76ers de Philadelphie.

### Knicks de New York (2016-2017)
Le 22 juin 2016, Holiday est transféré, avec Derrick Rose et un second tour de draft 2017, aux Knicks de New York en échange de José Calderón, Jerian Grant et Robin Lopez. Le 12 avril 2017, lors du dernier match de la saison des Knicks, Holiday réalise son meilleur match de la saison en marquant 20 points contre les Suns de Phoenix. Durant la saison 2016-2017, il participe à l'ensemble des 82 matches de la saison.

### Retour aux Bulls de Chicago (2017-2019)
Le 10 juillet 2017, il revient aux Bulls de Chicago où il signe un contrat de neuf millions de dollars sur deux ans. Le 3 janvier 2018, Holiday termine meilleur marqueur de son équipe avec 26 points dans la défaite 124 à 115 chez les Raptors de Toronto. Le 15 janvier 2018, il marque sept paniers à trois points, son meilleur total en carrière, pour finir la rencontre avec 25 points dans la victoire des siens 119 à 111 contre le Heat de Miami.
Le 23 novembre 2018, Holiday marque 27 points et prend 13 rebonds dans la défaite des Bulls 103 à 96 au Heat de Miami. Le lendemain, il marque 14 points et prend 11 rebonds dans la défaite des Bulls 111 à 96 chez les Timberwolves du Minnesota ; il réussit quatre paniers à trois points sur treize, réalisant son 31e match consécutif avec au moins un panier à trois points marqué, rejoignant Kirk Hinrich pour la plus longue série dans l'histoire de l'équipe des Bulls. Le match suivant, il bat le record. Au cours du mois de décembre, il est le seul joueur à avoir marqué au moins un panier à trois points à chaque match depuis le début de la saison. Le 21 décembre 2018, son record historique prend fin après 43 matches consécutifs.

### Grizzlies de Memphis (2019)
Le 3 janvier 2019, il est transféré aux Grizzlies de Memphis contre Wayne Selden Jr., MarShon Brooks et deux seconds tours de draft (2019 et 2020).

### Pacers de l'Indiana (2019-2022)
Le 19 juillet 2019, il s'engage pour un an et 4,8 millions de dollars avec les Pacers de l'Indiana. À l'intersaison 2020, il re-signe avec les Pacers pour trois ans et 18 millions de dollars.

### Kings de Sacramento (2022)
Le 8 février 2022, Justin Holiday est transféré vers les Kings de Sacramento avec Domantas Sabonis et Jeremy Lamb contre Tyrese Haliburton, Buddy Hield et Tristan Thompson.

### Hawks d'Atlanta (2022-2023)
Le 6 juillet 2022, avec Maurice Harkless et un futur premier tour de draft, il est envoyé aux Hawks d'Atlanta en échange de Kevin Huerter.

### Mavericks de Dallas (février-avril 2023)
Le 9 février 2023, avec Frank Kaminsky, il est transféré aux Rockets de Houston en échange de Bruno Fernando et Garrison Mathews. Dans la foulée, il est coupé puis, libre, il s'engage en faveur des Mavericks de Dallas.

### Nuggets de Denver (2023-2024)
Le 6 juillet 2023, il s'engage aux Nuggets de Denver pour une saison.

## Palmarès

### En club
- Coupe de Belgique (2012)
- Coupe de Hongrie (2014)
- Champion de Hongrie (2014)
- Champion NBA 2015

### Distinctions personnelles
- Pac-10 All-Defensive Team (2010)
- NBA D-League All-Defensive Second Team (2013)
- All-NBA D-League Third Team (2013)

## Statistiques

### En NCAA
| Saison    | Équipe     | Matchs | Titul. | Min./m | % Tir | % 3pts | % LF | Rbds/m. | Pass/m. | Int/m. | Ctr/m. | Pts/m. |
| --------- | ---------- | ------ | ------ | ------ | ----- | ------ | ---- | ------- | ------- | ------ | ------ | ------ |
| 2007-2008 | Washington | 19     | 0      | 6,5    | 29,4  | 0,0    | 42,9 | 1,37    | 0,42    | 0,21   | 0,26   | 0,68   |
| 2008-2009 | Washington | 35     | 0      | 15,6   | 44,1  | 25,0   | 61,9 | 2,54    | 1,23    | 0,43   | 0,26   | 2,11   |
| 2009-2010 | Washington | 34     | 21     | 22,2   | 42,2  | 33,3   | 80,0 | 4,47    | 1,88    | 1,00   | 0,59   | 5,88   |
| 2010-2011 | Washington | 35     | 35     | 28,3   | 46,5  | 35,9   | 77,2 | 5,20    | 2,14    | 1,17   | 0,80   | 10,49  |
| Carrière  | Carrière   | 123    | 56     | 19,6   | 44,3  | 34,3   | 73,6 | 3,65    | 1,54    | 0,76   | 0,50   | 5,32   |

### En NBA

#### Saison régulière
Légende :
| Champion NBA |

gras = ses meilleures performances
| Saison    | Équipe       | Matchs | Titul. | Min./m | % Tir | % 3pts | % LF | Rbds/m. | Pass/m. | Int/m. | Ctr/m. | Pts/m. |
| --------- | ------------ | ------ | ------ | ------ | ----- | ------ | ---- | ------- | ------- | ------ | ------ | ------ |
| 2012-2013 | Philadelphie | 9      | 0      | 15,8   | 33,3  | 25,0   | 75,0 | 1,56    | 1,67    | 0,33   | 0,67   | 4,67   |
| 2014-2015 | Golden State | 59     | 4      | 11,1   | 38,7  | 32,1   | 82,2 | 1,24    | 0,81    | 0,68   | 0,20   | 4,31   |
| 2015-2016 | Atlanta      | 26     | 1      | 10,1   | 32,9  | 22,2   | 50,0 | 1,04    | 0,42    | 0,50   | 0,15   | 2,42   |
| 2015-2016 | Chicago      | 27     | 4      | 18,9   | 41,3  | 43,3   | 81,5 | 2,33    | 1,67    | 0,70   | 0,56   | 6,52   |
| 2016-2017 | New York     | 82     | 4      | 20,0   | 43,3  | 35,5   | 82,5 | 2,74    | 1,24    | 0,79   | 0,38   | 7,67   |
| 2017-2018 | Chicago      | 72     | 72     | 31,5   | 37,1  | 35,9   | 82,3 | 4,04    | 2,12    | 1,11   | 0,43   | 12,17  |
| 2018-2019 | Chicago      | 38     | 38     | 34,9   | 38,3  | 35,9   | 89,1 | 4,45    | 2,24    | 1,76   | 0,55   | 11,58  |
| 2018-2019 | Memphis      | 44     | 39     | 29,1   | 38,9  | 33,3   | 90,0 | 3,50    | 1,39    | 1,23   | 0,34   | 9,48   |
| 2019-2020 | Indiana      | 73     | 6      | 25,0   | 42,8  | 40,5   | 79,1 | 3,26    | 1,27    | 1,19   | 0,63   | 8,26   |
| 2020-2021 | Indiana      | 72     | 52     | 30,3   | 41,3  | 38,2   | 78,8 | 3,56    | 1,65    | 1,03   | 0,57   | 10,50  |
| 2021-2022 | Indiana      | 49     | 40     | 28,9   | 41,5  | 37,8   | 82,9 | 2,76    | 1,84    | 0,73   | 0,37   | 11,04  |
| 2021-2022 | Sacramento   | 25     | 25     | 25,6   | 34,8  | 34,2   | 76,2 | 2,20    | 1,52    | 0,84   | 0,60   | 8,32   |
| 2022-2023 | Atlanta      | 28     | 0      | 14,7   | 38,4  | 34,5   | 0,0  | 0,82    | 0,89    | 0,18   | 0,36   | 4,50   |
| 2022-2023 | Dallas       | 18     | 2      | 16,4   | 36,7  | 28,6   | 62,5 | 1,78    | 0,89    | 0,78   | 0,50   | 4,39   |
| 2023-2024 | Denver       | 58     | 9      | 14,9   | 45,4  | 40,4   | 75,0 | 1,22    | 1,16    | 0,62   | 0,16   | 4,03   |
| Carrière  | Carrière     | 680    | 296    | 23,1   | 40,0  | 36,5   | 81,7 | 2,69    | 1,42    | 0,90   | 0,42   | 8,01   |

Dernière mise à jour effectuée le 11 octobre 2024.

#### Playoffs
| Saison   | Équipe       | Matchs | Titul. | Min./m | % Tir | % 3pts | % LF | Rbds/m. | Pass/m. | Int/m. | Ctr/m. | Pts/m. |
| -------- | ------------ | ------ | ------ | ------ | ----- | ------ | ---- | ------- | ------- | ------ | ------ | ------ |
| 2015     | Golden State | 5      | 0      | 2,2    | 50,0  | 100,0  | 0,0  | 0,20    | 0,20    | 0,00   | 0,00   | 0,60   |
| 2020     | Indiana      | 4      | 2      | 32,8   | 47,6  | 50,0   | 33,3 | 3,75    | 0,75    | 1,50   | 1,25   | 7,25   |
| 2024     | Denver       | 12     | 0      | 12,5   | 31,4  | 37,9   | 50,0 | 1,67    | 0,33    | 0,50   | 0,00   | 2,92   |
| Carrière | Carrière     | 21     | 2      | 13,9   | 37,7  | 43,5   | 42,9 | 1,71    | 0,38    | 0,57   | 0,24   | 3,19   |

### D-League
| Saison    | Équipe     | Matchs | Titul. | Min./m | % Tir | % 3pts | % LF | Rbds/m. | Pass/m. | Int/m. | Ctr/m. | Pts/m. |
| --------- | ---------- | ------ | ------ | ------ | ----- | ------ | ---- | ------- | ------- | ------ | ------ | ------ |
| 2012-2013 | Idaho      | 47     | 42     | 34,7   | 42,1  | 41,2   | 81,6 | 5,28    | 2,51    | 2,43   | 1,17   | 17,28  |
| 2014-2015 | Santa Cruz | 1      | 1      | 35,6   | 45,0  | 45,5   | 60,0 | 6,00    | 4,00    | 1,00   | 2,00   | 26,00  |
| Carrière  | Carrière   | 48     | 43     | 34,7   | 45,0  | 41,4   | 81,0 | 5,29    | 2,54    | 2,40   | 1,19   | 17,46  |

## Records sur une rencontre en NBA
Les records personnels de Justin Holiday en NBA sont les suivants, :
| Type de statistique        | Saison régulière | Saison régulière      | Saison régulière | Playoffs | Playoffs                  | Playoffs     |
| Type de statistique        | Record           | Adversaire            | Date             | Record   | Adversaire                | Date         |
| -------------------------- | ---------------- | --------------------- | ---------------- | -------- | ------------------------- | ------------ |
| Points                     | 30               | Mavericks de Dallas   | 7 avril 2019     | 13       | Timberwolves du Minnesota | 6 mai 2024   |
| Paniers marqués            | 10               | Hornets de Charlotte  | 17 novembre 2017 | 4        | 2 fois                    | 2 fois       |
| Paniers tentés             | 20               | 3 fois                | 3 fois           | 8        | @ Heat de Miami           | 22 août 2020 |
| Paniers à 3 points réussis | 8                | Bucks de Milwaukee    | 13 mai 2021      | 4        | Timberwolves du Minnesota | 6 mai 2024   |
| Paniers à 3 points tentés  | 14               | Suns de Phoenix       | 14 janvier 2022  | 7        | @ Heat de Miami           | 22 août 2020 |
| Lancers francs réussis     | 8                | @ Mavericks de Dallas | 5 janvier 2018   | 1        | 3 fois                    | 3 fois       |
| Lancers francs tentés      | 8                | 3 fois                | 3 fois           | 3        | Heat de Miami             | 20 août 2020 |
| Rebonds offensifs          | 4                | 2 fois                | 2 fois           | 2        | @ Heat de Miami           | 22 août 2020 |
| Rebonds défensifs          | 11               | Heat de Miami         | 23 novembre 2018 | 6        | Heat de Miami             | 20 août 2020 |
| Rebonds totaux             | 13               | Heat de Miami         | 23 novembre 2018 | 7        | Heat de Miami             | 20 août 2020 |
| Passes décisives           | 7                | 3 fois                | 3 fois           | 2        | @ Heat de Miami           | 24 août 2020 |
| Interceptions              | 6                | 2 fois                | 2 fois           | 5        | Heat de Miami             | 20 août 2020 |
| Contres                    | 5                | @ Jazz de l'Utah      | 20 janvier 2020  | 2        | Heat de Miami             | 20 août 2020 |
| Balles perdues             | 5                | 2 fois                | 2 fois           | 2        | 2 fois                    | 2 fois       |
| Minutes jouées             | 47               | @ Knicks de New York  | 5 novembre 2018  | 38       | @ Heat de Miami           | 24 août 2020 |

- Double-double : 5
- Triple-double : 0

Dernière mise à jour : 17 août 2024

## Salaires
Les gains de Justin Holiday en carrière sont les suivants :
| Saison      | Équipe                   | Salaire      |
| ----------- | ------------------------ | ------------ |
| 2014-2015   | Warriors de Golden State | 816 482 $    |
| 2015-2016   | Bulls de Chicago         | 947 300 $    |
| 2016-2017   | Knicks de New York       | 1 015 696 $  |
| 2017-2018   | Bulls de Chicago         | 4 615 385 $  |
| 2018-2019   | Grizzlies de Memphis     | 4 384 616 $  |
| 2019-2020   | Pacers de l'Indiana      | 4 767 000 $  |
| 2020-2021   | Pacers de l'Indiana      | 5 720 400 $  |
| 2021-2022   | Kings de Sacramento      | 6 006 420 $  |
| 2022-2023   | Rockets de Houston       | 6 292 440 $  |
| 2022-2023   | Mavericks de Dallas      | 569 821 $    |
| 2023-2024   | Nuggets de Denver        | 2 019 706 $  |
| Total Gains | Total Gains              | 37 155 266 $ |

## Vie privée
Holiday est le fils de Shawn et Toya (née DeCree) Holiday.[54][55] Ses parents ont tous deux joué au basket-ball universitaire à Arizona State, où Toya a été nommé joueuse de l'année Pac-10 en 1982. Ses trois frères et sœurs jouent au basket-ball : les frères cadets Jrue et Aaron ont tous deux joué pour l'équipe masculine des Bruins de l'UCLA et sont devenus joueurs de NBA et sa sœur cadette Lauren a joué pour l'équipe féminine de l'UCLA. De plus, il est le beau-frère de l'épouse de Jrue, la joueuse de l'équipe nationale féminine de football des États-Unis Lauren Holiday.
Holiday est devenu père pour la première fois en novembre 2017, après la naissance de sa fille. Il deviendra plus tard père d'une deuxième fille en avril 2020.